# Fins voetbalelftal in 1990
Het Fins voetbalelftal speelde in totaal negen interlands in het jaar 1990, waaronder twee wedstrijden in de kwalificatiereeks voor de EK-eindronde 1992 in Zweden. De nationale selectie stond onder leiding van bondscoach Jukka Vakkila.

## Balans
| Wedstrijden | Wedstrijden | Wedstrijden | Wedstrijden | Doelpunten | Doelpunten | Doelpunten | Punten |
| Gespeeld    | Winst       | Gelijk      | Verlies     | Voor       | Tegen      | Saldo      | Punten |
| ----------- | ----------- | ----------- | ----------- | ---------- | ---------- | ---------- | ------ |
| 9           | 2           | 5           | 2           | 8          | 13         | –5         | 1.000  |

## Interlands
|                                                        |                         |       |                   |                                                                                              |
| 12 februari Vriendschappelijk № 480 «onderlinge duels» | VA Emiraten             | 1 – 1 | Finland           | Maktoum bin Rashid Stadion, Dubai Toeschouwers: 3.000 Scheidsrechter: Ibrahim Al-Amach (KUW) |
| 12 februari Vriendschappelijk № 480 «onderlinge duels» | Abdul Azia Mohammed 80' |       | 23' Petri Tiainen | Maktoum bin Rashid Stadion, Dubai Toeschouwers: 3.000 Scheidsrechter: Ibrahim Al-Amach (KUW) |

|                                                        |         |                   |         |                                                                                          |
| 15 februari Vriendschappelijk № 481 «onderlinge duels» | Koeweit | 0 – 1             | Finland | Cairo Stadium, Caïro Toeschouwers: onbekend Scheidsrechter: Abdel Salas El Hamamsy (EGY) |
| 15 februari Vriendschappelijk № 481 «onderlinge duels» |         | 45' Mika Aaltonen |         | Cairo Stadium, Caïro Toeschouwers: onbekend Scheidsrechter: Abdel Salas El Hamamsy (EGY) |

|                                                     |                                     |       |                   |                                                                                |
| 10 maart Vriendschappelijk № 482 «onderlinge duels» | Verenigde Staten                    | 2 – 1 | Finland           | Tampa Stadium, Tampa Toeschouwers: 22.647 Scheidsrechter: Carlos Arrieta (CRC) |
| 10 maart Vriendschappelijk № 482 «onderlinge duels» | Paul Caligiuri 29' Bruce Murray 68' |       | 52' Kimmo Tarkkio | Tampa Stadium, Tampa Toeschouwers: 22.647 Scheidsrechter: Carlos Arrieta (CRC) |

|                                                   |                  |       |                     |                                                                                  |
| 16 mei Vriendschappelijk № 483 «onderlinge duels» | Ierland          | 1 – 1 | Finland             | Lansdowne Road, Dublin Toeschouwers: 31.556 Scheidsrechter: Rodger Gifford (WAL) |
| 16 mei Vriendschappelijk № 483 «onderlinge duels» | Kevin Sheedy 85' |       | 76' Pasi Tauriainen | Lansdowne Road, Dublin Toeschouwers: 31.556 Scheidsrechter: Rodger Gifford (WAL) |

|                                                   | |       |         |                                                                                                |
| 27 mei Vriendschappelijk № 484 «onderlinge duels» | Zweden | 6 – 0 | Finland | Råsunda Fotbollstadion, Stockholm Toeschouwers: 12.914 Scheidsrechter: Thorodd Pressberg (NOR) |
| 27 mei Vriendschappelijk № 484 «onderlinge duels» | Mats Magnusson 5' Anders Limpar 56' Tomas Brolin 58' Tomas Brolin 59' Peter Larsson 66' (pen.) Jonas Thern 74' |       |         | Råsunda Fotbollstadion, Stockholm Toeschouwers: 12.914 Scheidsrechter: Thorodd Pressberg (NOR) |

|                                                        |                    |       |                   |                                                                                                   |
| 29 augustus Vriendschappelijk № 485 «onderlinge duels» | Finland            | 1 – 1 | Tsjecho-Slowakije | Kuusankosken Urheilupuisto, Kuusankoski Toeschouwers: 1.822 Scheidsrechter: Peter Mikkelsen (DEN) |
| 29 augustus Vriendschappelijk № 485 «onderlinge duels» | Petri Järvinen 39' |       | 63' Pavel Kuka    | Kuusankosken Urheilupuisto, Kuusankoski Toeschouwers: 1.822 Scheidsrechter: Peter Mikkelsen (DEN) |

|                                                       |         |       |          |                                                                                    |
| 12 september EK-kwalificatie № 486 «onderlinge duels» | Finland | 0 – 0 | Portugal | Olympisch Stadion, Helsinki Toeschouwers: 10.240 Scheidsrechter: Jozef Marko (TCH) |
| 12 september EK-kwalificatie № 486 «onderlinge duels» |         |       |          | Olympisch Stadion, Helsinki Toeschouwers: 10.240 Scheidsrechter: Jozef Marko (TCH) |

|                                                        |                    |       |                                              |                                                                                  |
| 11 november Vriendschappelijk № 487 «onderlinge duels» | Tunesië            | 1 – 2 | Finland                                      | Stade El Menzah, Tunis Toeschouwers: 12.000 Scheidsrechter: Mohamed Hansal (ALG) |
| 11 november Vriendschappelijk № 487 «onderlinge duels» | Mondher Msakni 47' |       | 45' Mika-Matti Paatelainen 73' Ari Tegelberg | Stade El Menzah, Tunis Toeschouwers: 12.000 Scheidsrechter: Mohamed Hansal (ALG) |

|                                                      |                 |       |                   |                                                                                 |
| 25 november EK-kwalificatie № 488 «onderlinge duels» | Malta           | 1 – 1 | Finland           | Ta' Qali Stadion, Ta' Qali Toeschouwers: 5.000 Scheidsrechter: Sadik Deda (TUR) |
| 25 november EK-kwalificatie № 488 «onderlinge duels» | Hubert Suda 74' |       | 87' Erik Holmgren | Ta' Qali Stadion, Ta' Qali Toeschouwers: 5.000 Scheidsrechter: Sadik Deda (TUR) |

## Statistieken
| Olli Huttunen          | 1960-08-04 | FC Haka Valkeakoski | 6 | 0 | 0 | 44 | 0  |
| Petri Jakonen          | 1967-06-09 | HJK Helsinki        | 2 | 0 | 0 | 2  | 0  |
| Kari Laukkanen         | 1963-12-14 | Waldhof Mannheim    | 1 | 0 | 0 | 30 | 0  |
| Verdediging            |            |                     |   |   |   |    |    |
| Erik Holmgren          | 1964-12-17 | GAIS Göteborg       | 8 | 0 | 1 | 35 | 1  |
| Jari Europaeus         | 1962-12-29 | HJK Helsinki        | 7 | 0 | 0 | 54 | 0  |
| Ari Heikkinen          | 1964-04-08 | TPS Turku           | 7 | 0 | 0 | 20 | 0  |
| Jarmo Saastamoinen     | 1967-09-20 | Kuusysi Lahti       | 3 | 1 | 0 | 6  | 0  |
| Hannu Ollila           | 1962-06-19 | RoPS Rovaniemi      | 3 | 0 | 0 | 3  | 0  |
| Erkka Petäjä           | 1964-02-13 | Östers IF           | 2 | 2 | 0 | 55 | 0  |
| Hannu Jäntti           | 1963-03-01 | Kuusysi Lahti       | 2 | 0 | 0 | 2  | 0  |
| Ilkka Mäkelä           | 1963-06-25 | MP Mikkeli          | 1 | 1 | 0 | 7  | 0  |
| Ilkka Remes            | 1963-07-29 | Kuusysi Lahti       | 1 | 0 | 0 | 20 | 1  |
| Petri Sulonen          | 1953-06-20 | TPS Turku           | 1 | 0 | 0 | 2  | 0  |
| Middenveld             |            |                     |   |   |   |    |    |
| Pasi Tauriainen        | 1964-10-04 | HJK Helsinki        | 6 | 2 | 1 | 8  | 1  |
| Jouko Vuorela          | 1963-07-26 | HJK Helsinki        | 5 | 0 | 0 | 10 | 0  |
| Jari Rinne             | 1964-05-04 | Kuusysi Lahti       | 4 | 2 | 0 | 10 | 0  |
| Markku Kanerva         | 1964-05-24 | HJK Helsinki        | 3 | 1 | 0 | 23 | 0  |
| Petri Järvinen         | 1965-05-09 | Kuusysi Lahti       | 3 | 0 | 1 | 4  | 1  |
| Marko Myyry            | 1967-09-15 | KSC Lokeren         | 2 | 3 | 0 | 33 | 2  |
| Mika Aaltonen          | 1965-11-16 | TPS Turku           | 2 | 1 | 1 | 2  | 1  |
| Petri Tiainen          | 1966-09-26 | HJK Helsinki        | 2 | 0 | 1 | 11 | 2  |
| Jyrki Huhtamäki        | 1967-08-27 | MP Mikkeli          | 1 | 2 | 0 | 7  | 0  |
| Anders Roth            | 1967-03-17 | Örgryte IS          | 1 | 0 | 0 | 7  | 0  |
| Tommi Paavola          | 1965-12-09 | KSC Lokeren         | 0 | 4 | 0 | 14 | 0  |
| Aanval                 |            |                     |   |   |   |    |    |
| Jari Litmanen          | 1971-02-20 | Reipas Lahti        | 6 | 1 | 0 | 9  | 0  |
| Mika-Matti Paatelainen | 1967-02-03 | Dundee United       | 6 | 0 | 1 | 23 | 4  |
| Kimmo Tarkkio          | 1966-01-15 | HJK Helsinki        | 6 | 0 | 1 | 22 | 3  |
| Ari Hjelm              | 1962-02-24 | Ilves Tampere       | 5 | 0 | 0 | 60 | 11 |
| Jukka Turunen          | 1964-01-29 | KuPS Kuopio         | 1 | 3 | 0 | 6  | 0  |
| Mika Lipponen          | 1964-05-09 | FC Aarau            | 1 | 1 | 0 | 45 | 11 |
| Ismo Lius              | 1965-11-30 | Örgryte IS          | 1 | 0 | 0 | 28 | 3  |
| Niclas Grönholm        | 1968-06-16 | TPS Turku           | 0 | 3 | 0 | 3  | 0  |
| Ari Tegelberg          | 1963-04-21 | RoPS Rovaniemi      | 0 | 2 | 1 | 6  | 1  |
| Vesa Tauriainen        | 1967-12-16 | RoPS Rovaniemi      | 0 | 1 | 0 | 1  | 0  |

Finse voetbalbond · A-internationals · Bondscoaches · Statistieken · Fins vrouwenelftal · Olympisch elftal · Finland U21 · Finland U20 · Finland U19 · Finland U18 · Finland U17 · Finland U16
1911 – 1919 ·
1920 – 1929 ·
1930 – 1939 ·
1940 – 1949 ·
1950 – 1959 ·
1960 – 1969 ·
1970 – 1979 ·
1980 – 1989 ·
1990 – 1999 ·
2000 – 2009 ·
2010 – 2019 ·
2020 − 2029
EK 2020
OS 1912 ·
OS 1936 ·
OS 1952 ·
OS 1980
1911 · 
1912 · 
1913 · 
1914 · 
1915 · 1916 · 1917 · 1918 · 
1919 · 
1920 · 
1921 · 
1922 · 
1923 · 
1924 · 
1925 · 
1926 · 
1927 · 
1928 · 
1929 · 
1930 · 
1931 · 
1932 · 
1933 · 
1934 · 
1935 · 
1936 · 
1937 · 
1938 · 
1939 · 
1940 · 
1941 · 
1942 · 
1943 · 
1944 · 
1945 · 
1946 · 
1947 · 
1948 · 
1949 · 
1950 · 
1952 · 
1952 · 
1953 · 
1954 · 
1955 · 
1956 · 
1957 · 
1958 · 
1959 · 
1960 · 
1961 · 
1962 · 
1963 · 
1964 · 
1965 · 
1966 · 
1967 · 
1968 · 
1969 · 
1970 · 
1971 · 
1972 · 
1973 · 
1974 · 
1975 · 
1976 · 
1977 · 
1978 · 
1979 · 
1980 · 
1981 · 
1982 · 
1983 · 
1984 · 
1985 · 
1986 · 
1987 · 
1988 · 
1989 · 
1990 · 
1991 · 
1992 · 
1993 · 
1994 · 
1995 · 
1996 · 
1997 · 
1998 · 
1999 · 
2000 · 
2001 · 
2002 · 
2003 · 
2004 · 
2005 · 
2006 · 
2007 · 
2008 · 
2009 · 
2010 · 
2011 · 
2012 · 
2013 · 
2014 · 
2015 · 
2016 · 
2017 · 
2018 ·
2019 ·
2020
Albanië ·
Algerije ·
Andorra ·
Armenië ·
Azerbeidzjan ·
Bahrein ·
Barbados ·
België ·
Bermuda ·
Bolivia ·
Bosnië en Herzegovina ·
Brazilië ·
Bulgarije ·
Canada ·
Chili ·
China ·
Colombia ·
Costa Rica ·
Cyprus ·
Denemarken ·
DDR ·
(West-)Duitsland ·
Ecuador ·
Egypte ·
Engeland ·
Estland ·
Faeröer ·
Frankrijk ·
Georgië ·
Griekenland ·
Honduras ·
Hongarije ·
Ierland ·
IJsland ·
India ·
Irak ·
Israël ·
Italië ·
Japan ·
Jemen ·
Joegoslavië ·
Jordanië ·
Kameroen ·
Kazachstan ·
Koeweit ·
Kosovo ·
Kroatië ·
Letland ·
Liechtenstein ·
Litouwen ·
Luxemburg ·
Maleisië ·
Malta ·
Marokko ·
Mexico ·
Moldavië ·
Montenegro ·
Nederland ·
Noord-Ierland ·
Noord-Korea ·
Noord-Macedonië ·
Noorwegen ·
Oekraïne · 
Oman ·
Oostenrijk ·
Peru ·
Polen ·
Portugal ·
Qatar ·
Roemenië ·
Rusland ·
San Marino ·
Saoedi-Arabië ·
Schotland ·
Servië ·
Servië en Montenegro ·
Singapore ·
Slovenië ·
Slowakije ·
Sovjet-Unie ·
Spanje ·
Thailand ·
Trinidad en Tobago ·
Tsjechië ·
Tsjecho-Slowakije ·
Tunesië ·
Turkije ·
Uruguay ·
Verenigde Arabische Emiraten ·
Verenigde Staten ·
Wales ·
Wit-Rusland ·
Zuid-Korea ·
Zweden ·
Zwitserland
België (2021) · 
Denemarken (2021) · 
Rusland (2021)